# Sissi (serie de 2021)
Sissi (Sisi) es una serie de televisión germano-austriaca, dirigida por Sven Bohse y protagonizada por Dominique Devenport en el papel de Elisabeth "Sissi", emperatriz de Austria-Hungría y Jannik Schümann en el papel de Francisco José I de Austria.

## Sinopsis
La serie narra la vida de Isabel de Baviera, que llegó a ser emperatriz de Austria-Hungría, apodada Sissi, una serie que, de inspiración libre, tiene una clave histórica con marcados toques de modernidad y anacronismos.
La acción comienza en la adolescencia de la futura emperatriz real. La joven y despreocupada duquesa Isabel "Sissi " se enamora de Francisco José I de Austria en Baviera, con quien se casa en Viena. Más tarde sufre algunos golpes del destino, incluida la pérdida de dos hijos y, finalmente, de un tercero. Es elogiada como la mujer más bella de Europa, pero se siente cada vez más sola y confinada en la Corte Imperial de Viena.

## Episodios
| Temporada | Episodios | Estreno en Alemania | Estreno en España |
| --------- | --------- | ------------------- | ----------------- |
| Primera   | 6         | 2021                | 2023              |
| Segunda   | 6         | 2022                | 2024              |
| Tercera   | 6         | 2023                | 2025              |
| Cuarta    | 6         | 2024                | TBA               |

## Elenco

### Personajes principales
- Elizabeth "Sissi" de Austria-Hungría, interpretada por Dominique Devenport
- Emperador Francisco José I de Austria, interpretado por Jannik Schümann.
- El conde Karl Ludwig von Grünne, interpretado por David Korbmann.
- Archiduquesa Sophie Friederike von Bayern, interpretada por Désirée Nosbusch.
- Condesa Sophie Esterházy-Liechtenstein, interpretada por Tanja Schleiff.
- Ludovika Wilhelmine von Bayern, interpretada por Julia Stemberger.
- Helene "Néné" en Bayern, interpretada por Pauline Rénevier.
- Duque Max Joseph en Bayern, interpretado por Marcus Grüsser.
- El conde Andrassy, interpretado por Giovanni Funiati.
- Franziska "Fanny" Feifalik, interpretada por Paula Kober.
- Bela / Lajos Farkas, interpretado por Yasmani Stambader.
- El conde Richard, interpretado por Lasse Möbus.
- Marie, interpretada por Romy Schroeder.
- Eugenie de Montijo, interpretada por Marie Sophie von Reibnitz.
- Gräfin Emanuelle Andrássy interpretada por Amanda da Gloria
- Otto von Bismarck  interpretado por Bernd Hölscher
- Ödön Körtek  interpretado por Murathan Muslu

### Personajes recurrentes
- El conde Draskoczy, interpretado por Jurijs Djakonovs
- Butler Ketterl, interpretado por Girts Krumins
- Mathilde, interpretada por Liv Bohse
- Napoleón III, interpretado por Boris Alijnovic
- El embajador de Napoleón, interpretado por Lion Leuker
- Cardenal Rauscher, interpretado por Gundars Abolins,
- Doctor Griebe, interpretado por Vytautas Kaniusonis

## Producción

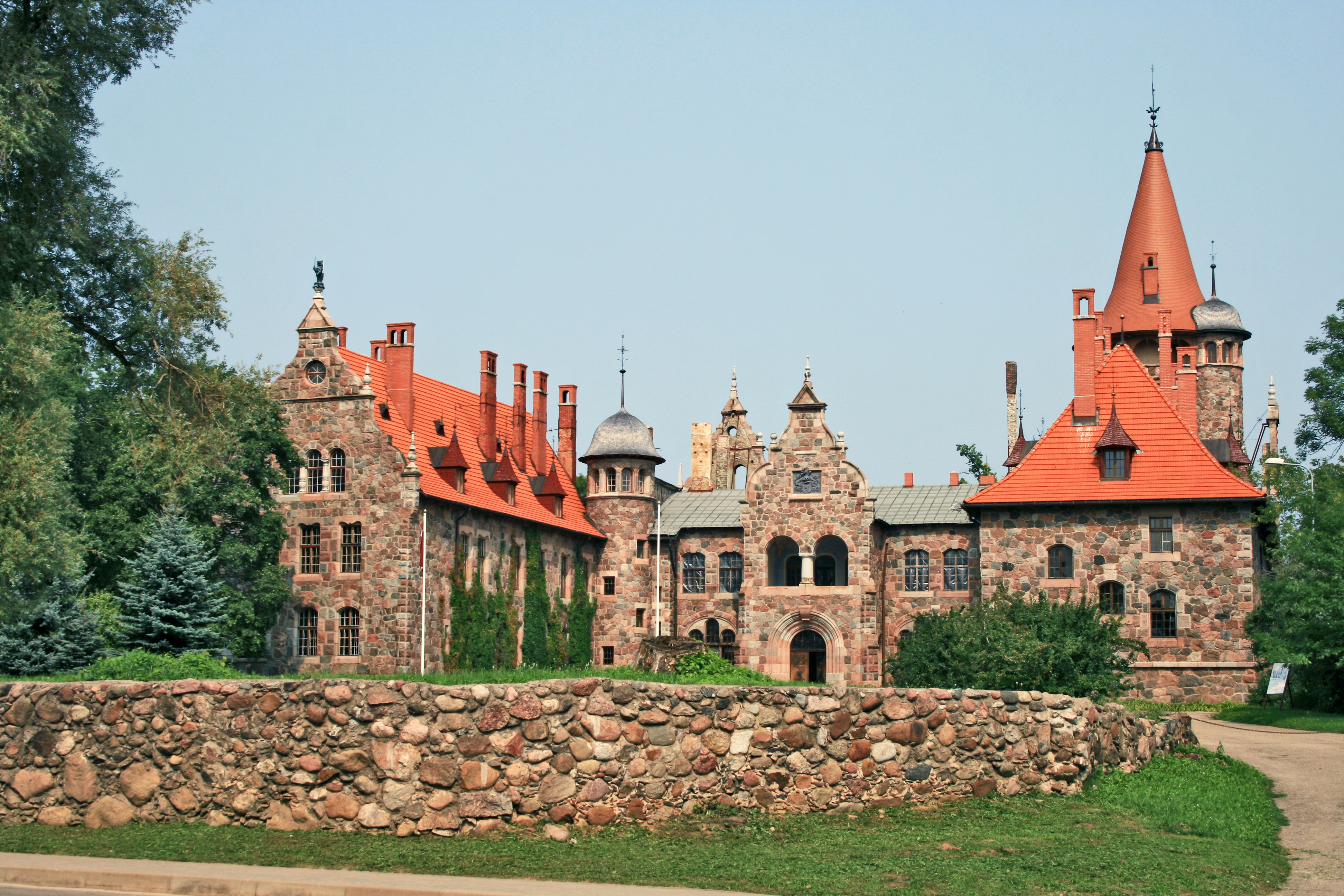
Una de las localizaciones: el Castillo de Cesvaine.

La serie está producida por Story House Pictures para RTL en colaboración con Beta Film, que también registró ventas mundiales. Los productores son Jens Freels y Andreas Gutzeit, quien también actúa como showrunner. El socio colaborador es la Corporación Austriaca de Radiodifusión (ORF), la producción contó con el apoyo del FFF Bayern y del Fondo Alemán para el Cine.

### Casting
Michael Schreitel se encarga de la fotografía, Algirdas Garbaciauskas del diseño de escenografía, Metin Misdik del vestuario, Ralf Herrmann del sonido y Franziska Aigner del casting.
El reparto de la segunda temporada incluye nuevos actores: Murathan Muslu como el líder rebelde húngaro Ödön Körtek, Amanda da Gloria como la condesa Emanuelle Andrássy y Bernd Hölscher como Otto von Bismarck.

### Estreno
Antes del estreno mundial en el Festival de Cine de Cannes, Beta Film firmó una serie de contratos para su transmisión mundial. Los derechos de la primera temporada fueron adquiridos, entre otros, por la emisora privada italiana Mediaset, Globoplay en Brasil, NPO 2 en los Países Bajos, RTL en Hungría, RTVS en Eslovaquia y Viasat World. También hubo contratos con VTM 3 en Bélgica, TF1 en Francia y ORF 1 en Austria.
La primera proyección de la primera temporada fue el 11 de octubre de 2021 en el Festival de Cine de Cannes. Anteriormente, RTL había anunciado la extensión para una segunda temporada. En RTL+, los episodios de la primera temporada se estrenaron el 12 de diciembre de 2021, mientras que los de la segunda temporada se estrenaron el 16 de diciembre de 2022.

### Renovación
En enero de 2022, la producción renovó la serie para una segunda temporada de seis episodios. El 15 de febrero de 2023, la producción renovó la serie para una tercera temporada, nuevamente con seis episodios.

### Rodaje
El rodaje de la primera temporada tuvo lugar entre los meses de abril y agosto de 2021 en Letonia, Lituania, Austria, Hungría y Alemania.  Las escenas que transcurren en la Viena histórica se rodaron, entre otras cosas, en Vilnius y Riga por motivos económicos.  La Filarmónica Nacional de Lituania y la Universidad de Vilnius se utilizaron para las tomas exteriores e interiores del Hofburg en Viena. La residencia de Würzburg fue el telón de fondo de la producción de ocho millones de euros, al igual que la Comarca de Berchtesgaden. Otros rodajes se llevaron a cabo en el castillo de Rundāle y en el castillo de Cesvaine.
El rodaje de la segunda temporada tuvo lugar entre los meses de abril y agosto de 2022 en Letonia, Lituania y Polonia.

### Novelas
Al comienzo de la primera temporada se publicó la novela Sisi: Das dunkle Versprechen de Elena Hell y Robert Krause, quienes también escribieron los guiones de la serie, mientras que en la primavera de 2022 se publicó un segundo volumen titulado Sisi: Verlangen und Verrat.

### Otras adaptaciones
La historia de vida de Isabel de Austria-Hungría había sido adaptada previamente en 1955 a la película La princesa Sissi (Sissi) dirigida por Ernst Marischka y protagonizada por Romy Schneider y Karlheinz Böhm.
En 2022, Netflix presentó otra adaptación de la historia de Sissi, la serie de televisión La emperatriz, protagonizada por Devrim Lingnau y Philip Froissant como la joven pareja imperial.